# Tanahmasa

Souostroví Batu s ostrovem Tanahmasa

Tanahmasa (také Tanah Masa, indonésky Pulau Tanahmasa) je indonéský ostrov v souostroví Batu (indonésky Kepulauan Batu) západně od Sumatry v Indickém oceánu o rozloze 344,3 km2. Administrativně ostrov patří k indonéské provincii Severní Sumatra. Ostrov leží 1 200 km západně od Jakarty.

## Geografie
Tanahmasa se nachází v centrální části souostroví Batu. Severním okrajem ostrova prochází rovník. Na severovýchodě od ostrova se nachází ostrov Pini, na jihozápadě ostrov Tanabala. Další menší ostrovy, např. Masa se nachází na severovýchodně od pobřeží Tanahmasy. Skupina ostrov administrativně patří k okrsku Südnias (indonésky Nias Selatan). Zde tvoří Tanamasah distrikt Tanah Masa s dvanácti vesnicemi Makole, Jeke, Sifauruasi, Saeru Melayu, Bawoanalita Saeru, Bawo Orudua, Hale Baluta, Bawo Ofuloa, Baluta, Eho Baluta, Hiligeho Sogawu a Hiliomasio.
Průliv mezi Tanahmasoua a Tanahbalou je 27 kilometrů dlouhý, kilometr široký a pouhých 10 až 20 metrů hluboký. Nachází se v něm četné korálové útesy.
Nejvyšší bod ostrova se nachází v nadmořské výšce 204 metrů. Největší vesnicí je Baluta na západním pobřeží Tanahmasy.

## Obyvatelé
Na Tanahmase žilo v roce 2017 3 662 obyvatel, z toho 1 822 tisíc mužů a 1 840 žen. Na ostrově se nachází jedna mešita a 21 kostelů.

## Fauna
Tanahmasa je domovem taguana, létající veverky - letuchy či poletuchy, která používá kožní lem mezi končetinami k plachtění. Z ohroženích ptačích druhů žije na Tanahmase holub skořicovohlavý, holub nikobarský, buřňáček vlaštovčí, burňák světlenohý, holub jambu, fregatka Andrewsova, anhinga rezavá, břehouš rudý, jespák velký, jespák rudokrký a vodouš říční.

## Ekonomika, infrastruktura a doprava
Zemědělství je provozováno na ostrově pouze omezeně. Na 40,9 ha se pěstuje maniok a na 24,6 akrech sladké brambory. Z jiných zemědělských produktů se pěstuje chilli, papája, banány a ananas. V roce 2017 se sklidilo 73,9 tun manioku a 75 tun sladkých brambor. 940 tun ryb bylo uloveno na pobřeží ostrova. Na ostrově dále žilo 2146 prasat, 36 koz a 1887 kusů drůbeže.
Na Tanahmase se nachází letiště Lasonde. Jako jediný z ostrovů Batu má Tanahmasa cesty mezi obcemi na ostrově. Cesta z letiště do přístavu Tanahmasa měří přibližně 500 metrů.
Lékařskou péči se provádí pouze osm zdravotních sester. Na ostrově je sedm státních a soukromých základních škol a veřejná střední škola. V roce 2017 v nich studovalo 677 studentů. Další školy nejsou na ostrově k dispozici.

## Odraz v kultuře
Ostrov hraje důležitou roli v románu Karla Čapka Válka s mloky, Čapek jeho název píše jako Tana Masa.